# MoonSun
MoonSun [ˈmuːn.sʌn] ist ein Metal-Projekt aus Deutschland, das von Thomas Kolbin (* 29. September 1988 in Tomsk) und Susanne Scherer (* 23. März 1990 in Quierschied) ins Leben gerufen wurde. Die Musik von MoonSun lässt sich zwischen Symphonic Metal und Power Metal einordnen.

## Geschichte
Susanne Scherer und Thomas Kolbin lernten sich in ihrer gemeinsamen Zeit bei der fünfköpfigen Symphonic-Metal-Band Mystic Hour kennen. Da sich die Auflösung der Band bereits frühzeitig anbahnte (Mystic Hour löste sich 2012 endgültig auf), starteten die beiden bereits 2011 ihr eigenes Projekt MoonSun. In ihrer Anfangszeit veröffentlichten sie Akustik-Cover von Metal Songs (vorrangig der Band Nightwish).
Durch das positive Feedback der YouTube-Community bestärkt veröffentlichten sie ihr erstes eigenes Album 2013. Der Vertrieb dieses selbstproduzierten Albums Silent Pieces in über 25 Länder lief über die eigene Website und die Bezahlung erfolgte auf freiwilliger Basis. Die gezahlten Beträge schwankten zwischen null und höheren zweistelligen Beträgen.
Das zweite Studioalbum Inner Clouds folgte 2015. Die Bezahlung erfolgte erneut auf freiwilliger Basis. Im Juni 2015 brachten sie ein Video zu der Single Fly Again heraus.
Parallel veröffentlichte die Band weiterhin Cover-Songs auf ihrem YouTube-Kanal. Ihre Version des Skyrim Titelsongs The Dragonborn Comes (2017) erreichte im Mai 2019 als erstes ihrer Videos die Marke von einer Million Aufrufen.
2018 änderte sich ihr Akustikstil, als eine Support-Tour mit der Metal-A-cappella-Band Van Canto anstand. Auf ihrer 2018 erschienenen EP Rise and Shine wurde zum ersten Mal die Akustikgitarre durch eine E-Gitarre ersetzt. Bei Live-Auftritten vor Metal-Publikum nutzt die Band eine Loopstation, so dass ihr Auftritt wie von einer kompletten Band begleitet wirkt:

„In der Tat sind sie nur zu zweit, aber sie senden so viel Energie aus wie eine komplette Band.“

Das Video zur Single Don’t Lie to Me erreichte innerhalb von elf Monaten eine Million Aufrufe.
Seit Mai 2018 betreibt die Band einen Online-Shop, über den sämtliches Merchandise der Band bestellt werden kann.
Seit Anfang 2019 schreiben MoonSun symphonische Power-Metal-Songs für ihren YouTube-Kanal, der seit Ende 2021 mehr als 100.000 Abonnenten zählt. Die Band produziert alles in Eigenregie und möchte nach eigener Aussage auch künftig ohne Musikverlag eigenständig bleiben.
Im Juli 2023 gaben MoonSun auf ihrem YouTube-Kanal bekannt, das Projekt aufgrund Depressionen von Susanne Scherer zu pausieren. Diese gingen nach eigenen Angaben aus den Folgen der COVID-19 Pandemie hervor. Ob und wann das Projekt die musikalische Arbeit fortsetzt, ist unklar.

## Name
Der Bandname ist eine Zusammensetzung aus „Moon“ (deutsch: Mond) und „Sun“ (deutsch: Sonne) und steht wie Yin und Yang für eine einander entgegengesetzte, aber dennoch zusammengehörende Kraft. Die Idee dieses Namens kam durch die Atemlehre der Terlusollogie, nach der Scherer anfangs in ihrem Gesangsunterricht unterrichtet wurde.

## Diskografie

### Alben & EP
- 2013: Silent Pieces (Album)
- 2015: Inner Clouds (Album)
- 2018: Rise and Shine (EP)
- 2018: Covers, Vol.1
- 2020: Escapalace (Album)

### Singles
- 2020: Lost in a Dream
- 2020: Never too late
- 2021: Falling
- 2021: Slain by Silence

## Trivia
Susanne Scherer, die 2013 ihr Studium der Mathematik mit dem Bachelor abschloss, betreibt seit 2014 einen weiteren YouTube-Kanal namens MathemaTrick mit inzwischen über 600.000 Abonnenten (Stand: Dezember 2024).

## Belege
1. ↑  Auftritt der Band Mystic Hour im JUZ Kaiserslautern
2. ↑  Review zum Album "Silent Pieces", abgerufen am 4. September 2019.
3. ↑  Facebook Post von MoonSun über ihren CD-Verkauf
4. ↑  Musikvideo zur Single "Fly Again"
5. ↑  Skyrim Cover auf YouTube
6. ↑  Facebook Post von MoonSun zur ersten Million
7. ↑  Van Canto Tourdaten, abgerufen am 4. September 2019.
8. ↑  Review zur EP "Rise and Shine", abgerufen am 4. September 2019.
9. ↑  Konzertbericht aus Paris, abgerufen am 4. September 2019.
10. ↑  Musikvideo zur Single "Don’t Lie To Me"
11. ↑  MoonSun Online-Shop, abgerufen am 4. September 2019.
12. ↑  Susanne Scherer, Thomas Kolbin: /. In: YouTube. /, Juli 2023, abgerufen am 20. März 2024 (englisch, deutsch).
13. ↑  MoonSun im Interview beim SWR Fernsehen (Landesschau RLP)
14. ↑  MathemaTrick-YouTube-Kanal